# Simaxis
Simaxis là một đô thị ở tỉnh Oristano trong vùng Sardinia, có khoảng cách khoảng 90 km về phía tây bắc của Cagliari và cách khoảng 11 km về phía đông bắc của Oristano. Tại thời điểm ngày 31 tháng 12 năm 2004, đô thị này có dân số 2.205 người và diện tích là 27,8 km².
Simaxis giáp các đô thị: Ollastra, Oristano, Siamanna, Siapiccia, Solarussa, Zerfaliu.